# Acil-coenzima A desidrogenase
A acil-CoA desidrogenase é uma enzima que catalisa a primeira etapa da β-oxidação. A ação dessa classe de enzimas ocorre a partir da introdução de uma ligação dupla entre o C2(α) e o C3(β) do substrato acil-CoA graxo na mitocôndria das células. O dinucleótido de flavina e adenina (FAD) é utilizado como cofator dessa reação .

## Estrutura e mecanismo de ação
Na mitocôndria existem quatro tipos de acil-CoA desidrogenases especificas para cadeias de acil-CoA graxos curtas (C4-C6), médias (C6-C10), longas (entre médias e muito longas) e muito longas (C12-C18). Apesar de essas enzimas terem como alvos ácidos graxos de comprimento variáveis, todos os tipos de acil-CoA desidrogenases possuem mecanismos de ação similares. As diferenças entre os diferentes tipos enzimáticos ocorrem na localização do sítio ativo ao longo da sequência de aminoácidos .
A classe das acil-CoA desidrogenases é fundamental em células de mamíferos e em outros organismos (plantas , fungos  e bactérias ) devido ao seu papel na oxidação de ácidos graxos. Essas moléculas são hidrocarbonetos com um grupamento c-terminal: CH3-CH2(n)-COOH. As acil-CoA desidrogenases foram identificadas em animais
A maioria das acil-CoA desidrogenases são homotatrâmeros α4, entretanto algumas delas são homodímeros α2 (para ácidos graxos de cadeia muito longa). A acil-CoA desidrogenase de cadeia média tem a estrutura mais bem estudada, uma vez que essa enzima é a mais comumente deficiente da classe, o que leva a diversos distúrbios metabólicos . Essa proteína é um homotetrâmero com cada subunidade contendo aproximadamente 400 aminoácidos e um FAD por monômero. Cada monômero se liga a uma molécula de FAD que tem um importante pape estrutural para a estabilidade do tetrâmero e é crucial para a ação enzimática. A interface entre os dois monômeros de um único dímero, além de conter os locais de ligação ao FAD, também possuem diversas interações de ligação, entretanto a interface entre os dois dímeros tem menos interações. Dessa forma, existem um total de 4 sítios ativos no tetrâmero, cada um dos quais possui uma única molécula de FAD e um local de ligação ao substrato acil-CoA. No sítio ativo são encontrados os resíduos F252, T255, V259, T96, T99, A100, L103, Y375, Y375 e E376, além disso, o local do substrato em que irá ocorrer a reação fica entre o Glu376 e o FAD, alinhando as moléculas na posição ideal para a reação ;. 
O FADH2, resultante da oxidação do substrato acil-CoA graxo é reoxidado pela Cadeia respiratória através de uma série de reações de transferência de elétrons. A flavoproteína transportadora elétrons (FTE) transfere dois elétrons do FADH2 para a flavoproteína de ferro-enxofre FTE:ubiquinona-oxirredutase, que, por sua vez, transfere dois elétrons para a cadeia transportadora de elétrons mitocondrial por meio da redução da coenzima Q, esse processo resulta na síntese de 1,5 ATP por par de elétrons transferido.

## Importância médica
Deficiências nas acil-CoA desidrogenases resultam em menor capacidade de oxidação de ácidos graxos, levando a disfunções metabólicas. As deficiências das acil-CoA desidrogenases de cadeia média são bem conhecidas e caracterizadas, pois são mais comuns entre a classe. Alguns sintomas causados pela deficiência dessa enzima incluem intolerância ao jejum, hipoglicemia e síndrome da morte súbita em bebês. Esses sintomas estão relacionados à incapacidade de metabolizar gorduras e podem resultas na incapacidade de ganhar energia e produzir açúcar a partir dos estoques de gordura.  Além disso, os ácidos graxos podem começar a se acumular no sangue, diminuindo o pH e causando acidose .
Em humanos, a mutação mais comum que ocorre nessa enzima está localizada no resíduo de aminoácido Lys-304. O resíduo alterado ocorre como resultado de uma mutação de ponto único na qual a cadeia lateral da lisina é substituída por um glutamato. O Lys304 normalmente interage com os resíduos de aminoácidos circundantes, formando ligações de hidrogênio com Gln342, Asp300 e Asp346. Quando uma mutação faz com que o glutamato substitua a lisina, uma carga negativa adicional é introduzida nesse local, o que interrompe a ligação de hidrogênio que ocorre normalmente. Essa interrupção altera o padrão de dobramento da enzima, comprometendo sua estabilidade e inibindo sua função na oxidação de ácidos graxos . Essa mutação resulta na geração de uma enzima cerca de 10 vezes menos eficiente que a da proteína natural . 
A incidência de mutações no gene ACADM que codifica para a acil-CoA desidrogenase de cadeia média varia de acordo com a população, sendo de 1:100.000 nascimentos no Japão a 1:10.000 no Reino Unido. Na Dinamarca essa incidência é maior, sendo de 1:8954 nascimentos .